# Organizacja „Wolność” (1918)
Organizacja „Wolność” – konspiracja niepodległościowa w cesarsko-królewskiej armii podczas I wojny światowej.

## Historia
W 1916 r., w szeregach 20. Galicyjskiego Pułku Piechoty na froncie rosyjskim (przełęcz Pantyrska) powstały wśród oficerów-Polaków zalążki tajnej organizacji. Rozwinęła się ona w 1917 r. na froncie włoskim, dokąd przetransportowany został 20. Galicyjski PP. Sprzysiężeni dążyli do porozumienia się z Legionistami, którzy po kryzysie przysięgowym i rozwiązaniu Legionów Polskich zesłani zostali do tzw. polskich pułków na front włoski, m.in. do 13. pp., 56. pp., 57. pp. czy 20. pp.
Organizacja powstała z inspiracji por. Stanisława Bergmana. Do pierwszych konspiratorów należeli porucznicy: Stefan Buczma, Józef Giza, Władysław Kornaus, Rudolf Kożusznik, Leopold Gebel, Klaudiusz Skwarczek, Jan Uryga i Marian Wojtowicz. Ideowym i formalnym przywódcą organizacji był w latach 1917–1918 kpt. Jerzy Dobrodzicki. Do czołowych konspiratorów należeli również kpt. Juliusz Siwak oraz porucznicy: Kazimierz Duch, Stanisław Kawczak, Stanisław Mężyk, Stanisław Plappert i Wawrzyniec Typrowicz.
Na wiosnę 1918 r. doszło w Krakowie do spotkania płk. Edwarda Śmigłego-Rydza z przedstawicielami organizacji "Wolność" z 20. Galicyjskiego PP. Wtedy też komendant POW nadał jej kryptonim "Wolność". Czołowym osiągnięciem organizacji "Wolność" było dokonanie udanych przewrotów wojskowych na terenie garnizonów tarnowskiego i sądeckiego z 30/31 października 1918 r., a także przejęcie władzy na froncie włoskim z rąk austriackiego dowództwa nad 20. Galicyjskim PP., który stał się tym samym pierwszym oddziałem Wojska Polskiego (3 listopada 1918 r.), a następnie doprowadzenie w pełni uzbrojonego i wyekwipowanego pułku z terytorium Słowenii do Nowego Sącza, gdzie przekształcił się niebawem w 1. Pułk Strzelców Podhalańskich.